# Nemoria packardaria
Nemoria packardaria är en fjärilsart som beskrevs av Augustus Radcliffe Grote 1882. Nemoria packardaria ingår i släktet Nemoria och familjen mätare. Inga underarter finns listade i Catalogue of Life.